# イデラキャピタルマネジメント
株式会社イデラキャピタルマネジメント（英: IDERA Capital Management Ltd.）は、マネージメント事業を行う企業。

## 沿革
- 2001年9月 - 株式会社エムケーキャピタルマネージメント設立。
- 2006年3月23日 - 東京証券取引所マザーズに上場。
- 2010年2月 - ユニゾン・キャピタルグループと資本・業務提携。
- 2011年6月 - アトラス・パートナーズ株式会社を連結子会社化。
- 2011年12月 - ユニゾン・キャピタルの傘下会社が株式公開買付けを実施、92.36％の株式を取得。
- 2012年3月8日 - 上場廃止。
- 2012年3月 - いわゆる二段階買収によりユニゾン・キャピタルの傘下会社の完全子会社となる。
- 2012年5月 - アトラス・パートナーズ株式会社を合併し、株式会社イデラキャピタルマネジメントに商号変更。
- 2014年5月 - ユニゾン・キャピタル・グループから中国・復星集団（フォースン・グループ）にスポンサー変更

## 投資先
- 三井物産・イデラパートナーズ株式会社（50%出資） - 投資法人みらいの資産運用会社